# Signe terre

Symbole terre.

En astrologie, les signes de terre sont trois signes du zodiaque qui partagent le même élément, en l'occurrence la terre : le Taureau, la Vierge et le Capricorne. Cet élément ne correspond pas à une substance matérielle réelle ; c'est la représentation imagée d'un principe visible dans le tempérament.

## Présentation
Ces trois signes forment un triangle équilatéral sur le cercle des signes du zodiaque; on dit qu'ils forment un aspect de Trigone (120° d'écart l'un avec l'autre); cet écart est jugé harmonique en astrologie: les trois signes ont des facilités pour agir de concert. En effet, les trois signes se sentent surtout en prise avec la « réalité présente du monde matériel » et ont besoin de résultats concrets. Pour obtenir ces résultats, ils font preuve de constance et d'endurance. 
On associe également aux signes de terre la stabilité, la résistance (parfois l'inertie et la lenteur), l'introversion, parfois de la froideur ; ils sont jugés peu influençables. Ce sont des signes qui ont de grandes aptitudes rationnelles, aptes à la hiérarchisation des faits ; ils sont caractérisés par la concentration et le dépouillement.
Au négatif, un signe de terre peut présenter un trop fort attachement au monde physique, et un trop fort détachement par rapport au monde des émotions (la Terre est caractérisée par le froid et le sec en tant que qualités élémentales). Les signes d'eau (le Cancer, opposée polaire du Capricorne; le Scorpion, opposé polaire du Taureau et les Poissons, opposés polaires de la Vierge), avec lesquels les signes de terre présentent un aspect d'opposition (180° d'écart l'un par rapport à l'autre) peuvent se révéler de « sombres inconnus » pour les signes de terre, mais aussi les signes qui leur sont les plus complémentaires, en leur permettant d'étendre leur registre émotionnel, au lieu de les laisser être des experts dans le domaine matériel.
Les planètes astrologiques correspondant à l'élément Terre sont Mercure et Saturne.